# Županija Posavska
Županija Posavska (boš. Posavski kanton) druga je od ukupno deset županija u Federaciji Bosne i Hercegovine. Nalazi se na sjeveru Bosne i Hercegovine uz rijeku Savu i sastoji se od dvaju teritorijalno odvojenih džepova oko Odžaka i Orašja. Županijsko središte jest grad Orašje.

## Administrativna podjela
Sjedište Županije nalazi se u Orašju. 
Županija obuhvaća:
- općinu Domaljevac-Šamac
- općinu Odžak
- grad Orašje

Značajan problem predstavlja i to što je županija teritorijalno rastavljena.

## Županijska uprava
Orašje je županijsko središte u kojem se nalazi sjedište izvršne vlasti (Vlada Županije Posavske). U Domaljevcu je sjedište zakonodavne vlasti (Skupština Županije Posavske), a u Odžaku je sjedište sudbene vlasti.
Skupštinu Županije Posavske na osnovi Općih izbora 2018. godine čini 21 zastupnik.
| Stranka                                          | Broj glasova | %     | Mandati |
| ------------------------------------------------ | ------------ | ----- | ------- |
| Koalicija (HDZ BiH, HSS BiH, HKDU BiH i HSP H-B) | 9.025        | 50,96 | 11      |
| HDZ 1990                                         | 2.452        | 13,85 | 3       |
| SDA                                              | 1.843        | 10,41 | 2       |
| Posavska stranka                                 | 1.338        | 7,56  | 2       |
| PDA                                              | 1.338        | 7,56  | 1       |
| SDP BIH                                          | 869          | 4,91  | 1       |
| SBB BIH                                          | 649          | 3,66  | 1       |

## Stanovništvo
Prema popisu stanovništva iz 2013. godine na području Županije Posavske žive ukupno 43.453 stanovnika.
| Posavska županija  |                    |
| Hrvati             | 33.600 ili 77,30 % |
| Bošnjaci           | 8.252 ili 19,00 %  |
| Srbi               | 831 ili 1,90 %     |
| ostali i nepoznato | 770 ili 1,80 %     |

## Gospodarstvo
U prijeratnom razdoblju, posebno u posljednjih deset godina, Bosanska Posavina bila je jedno od najbogatijih područja u Bosni i Hercegovini. Značajna je poljoprivredno (Bosanska Posavina najveća je žitnica Bosne i Hercegovine), ekonomski (rafinerija nafte u Bosanskom Brodu i Modriči, tvornice namještaja, tekstila, obuće, metalne industrije, kemijske industrije i drugo), prirodnim riječnim bogatstvima, šumama, a Bosanska Posavina poznata je i po činjenici da je mnogo ljudi bilo na privremenom radu u inozemstvu. Područje je usmjereno k Zapadu s uvjerljivim pokazateljima vrlo brzog uključivanja u europske civilizacijske, ekonomske i kulturne krugove.

## Kultura
Na području Bosanske Posavine živjelo se i mnogo ranije, od pretpovijesti pa sve do danas, što svjedoče razni arheološki nalazi novca i drugih stvari. Nakon godine 1718., kada je došlo do mira između Turaka i Austro-Ugarske, uglavnom su katoličke obitelje iz brdskih sela raseljene po ravnici, jer su se Turci sami naselili po brdima i dolinama. U sela Kopanice, Vidovice, Tolisu i Domaljevac doselili su se Hrvati iz Županje, Babine Grede i Štitara. U današnje općine Derventa i Bosanski Brod naselio se narod podrijetlom iz Hercegovine, i to godine 1735. – 1782. i još jednom u manjem valu 1820. godine, jer je 1697. godine otprilike 20.000 katolika se iselilo s toga područja. U općine Modriča, Gradačac, Orašje, Bosanski Šamac i Brčko narod se doselio najviše iz Mostara, Posušja, Uskoplja, Bugojna, Livna, Duvna, Poreča, Vareša, Imotskog, Dalmacije, Srebrenice, Tuzle, Kraljeve Sutjeske i Olova. S tuzlanskog i srebreničkog područja bilo je masovnih selidbi katolika na područje Posavine.

## Znamenitosti
- Franjevački samostan Tolisa
- župna crkva Imena Marijina Oštra Luka-Bok
- župna crkva svetog Josipa Gornja Dubica
- župna crkva i zvonik svete Ane Domaljevac